# Condado de Riley
El condado de Riley (en inglés: Riley County), fundado en 1855, es uno de 105 condados del estado estadounidense de Kansas. En el año 2005, el condado tenía una población de 62,826 habitantes y una densidad poblacional de 40 personas por km². La sede del condado es Manhattan. El condado recibe su nombre en honor al general Bennet Riley. 

## Geografía
Según la Oficina del Censo, el condado tiene un área total de 1611 km² (622 mi²), de la cual 1579 km² (609,7 mi²) es tierra y 32 km² (12,355212355212 mi²) (2.02%) es agua.

### Condados adyacentes
- Condado de Marshall (noreste)
- Condado de Pottawatomie (este)
- Condado de Wabaunsee (sureste)
- Condado de Geary (sur)
- Condado de Clay (oeste)
- Condado de Washington (noroeste)

## Demografía
Según la Oficina del Censo en 2000, los ingresos medios por hogar en el condado eran de $32,042, y los ingresos medios por familia eran $46,489. Los hombres tenían unos ingresos medios de $26,856 frente a los $23,835 para las mujeres. La renta per cápita para el condado era de $16,349. Alrededor del 20.60% de la población estaban por debajo del umbral de pobreza.

## Transporte

### Autopistas principales
- Interestatal 70
- U.S. Route 24
- U.S. Route 77
- Ruta Estatal de Kansas 13
- Ruta Estatal de Kansas 18
- Ruta Estatal de Kansas 57
- Ruta Estatal de Kansas 99
- Ruta Estatal de Kansas 113
- Ruta Estatal de Kansas 114

## Localidades
Población estimada en 2004;
- Manhattan, 47,916 (sede)
- Ogden, 1,544
- Riley, 760
- Leonardville, 384
- Randolph, 149

### Áreas no incorporadas
- Ashland
- Bala
- Keats
- Lasita
- May Day
- Rocky Ford
- Zeandale

### Antiguas comunidades
- Cleburn
- Garrison Cross
- Stockdale

### Municipios
El condado de Riley está dividido entre 14 municipios. El condado tiene a Manhattan como una ciudad independiente a nivel de gobierno, y todos los datos de población para el censo e las ciudades son incluidas en el municipio.

## Educación

### Universidades
- Universidad Estatal de Kansas
- Manhattan Christian College
- Manhattan Area Technical College

### Distritos escolares
- Riley County USD 378
- Manhattan USD 383
  - Manhattan High School
- Blue Valley USD 384